# Sister Nancy
 Sister Nancy, también conocida como Muma Nancy, cuyo nombre real es Ophlin Russell-Myers, (nacida Ophlin Russell, el 2 de enero de 1962, Kingston, Jamaica) es una DJ de dancehall y cantante. Es conocida como la primera mujer DJ dancehall y fue descrita por ser "la voz femenina dominante durante más de dos décadas" en el campo del dancehall. Una de sus canciones más famosas es la titulada "Bam Bam", etiquetada como "el famoso himno del reggae" por la BBC y un "clásico" por The Observer.

## Carrera
Russell-Myers fue una de 15 hermanos. Su hermano mayor, Robert, es más conocido como Brigadier Jerry, y en su adolescencia, participó ocasionalmente en el Jahlove Music sound system donde trabajó con su hermano, también trabajó durante tres aÑos en el Stereophonic sound system junto con General Echo. En 1980, el productor Winston Riley fue el primero en llevarla a un estudio, y allí creó su primer sencillo, "Papa Dean" para la marca Techniques. Russell-Myers participó en el festival Reggae Sunsplash, convirtiéndose en el primera mujer deejay en participar en el festival, y también fue la primera mujer deejay jamaicana con proyección internacional. Ha realizado singles como "One Two", "Money Can't Buy Me Love", "Transport Connection" y "Bam Bam". Su primer álbum, One Two lo realizó en 1982. Volvió a los trabajos musicales con el productor Henry "Junjo" Lawes, grabando "A No Any Man Can Test Sister Nancy", "Bang Belly", y una colaboración con Yellowman, "Jah Mek Us Fe A Purpose". Continuó con sus actuaciones en vivo, algunas veces en el Jahlove Music junto a su hermano. El sound system se volvió internacional, con Sister Nancy y Brigadier Jerry haciendo su debú en el Reino Unido con una actuación en vivo en el Brixton Town Hall, Londres en 1982.
En 1996, se estableció en Nueva Jersey. En una entrevista al The Jamaica Observer en 2002, Russell-Myers comentó que aunque estuviese trabajando en el sector bancario, la "música es mi primer amor" y dijo que continuaría con las actuaciones. Explicó que su ausencia de los estudios era debida a que quería "dar la oportunidad a otras artistas femeninas", e indicó que se mantenía "tan preparada como el primer día para volver al negocio musical cuando hiciese falta". The Observer presentó a Russell-Myers como un modelo a seguir por la siguiente generación de arttistas femeninas, incluyendo ahí a Lady Saw, Sister Carol, Mack Diamond, Lady G, Shelly Thunder, Carla Marshall, Lorna G, Lady English, y a Lady P. En 2007, Russell-Myers realizó el segundo de sus dos álbumes, titulado Sister Nancy Meets Fireproof, producido por djMush1, anteriormente de los Slackers (NYC Ska) en el sello Special Potato Records. El álbum fue distribuido por Jammyland Records en Nueva York, NY. Contiene cuatro cortes originales, así como otros cuatro de versiones instrumentales.

### Colaboraciones
En 2001, el productor canadiense/americano Krinjah remezcló "Bam Bam". En 2004, colaboró con DJ /rupture y Kid 606 en el sencillo "Little More Oil", y en 2006, colaboró con Thievery Corporation en su recopilatorio de 2006 titulado Versions, concretamente en el corte "Originality". 
En 2006, el productor canadiense RCola llevó a Sister Nancy al estudio Liondub's para volver a cantar su clásico "Bam Bam", en este caso en la cara A del remix hecho por Division One. En 2007, Sister Nancy puso voz a una versión de "Bam Bam" con nuevas letras de ragga/drum and bass dj Tester, de Atlanta.
El rapero Guerilla Black tomo muestras de "Bam Bam" en su canción "Compton" . "Bam Bam" fue también interpretada por Electronic Arts en el videojuego Skate y en la banda sonora de la película Belly.
En 2016, la canción de Sister Nancy "Bam Bam" fue incluida en la controvertida canción "Famous" de Kanye West.

## Vida personal
Russell-Myers lleva casada más de veinte años con su pareja actual. Residen con el resto de su familia en Nueva Jersey (Estados Unidos), donde ella trabaja como contable en un banco. Sister Nancy tiene una hija de una relación previa a la actual.

## Discografía

### Álbumes
- One, Two (1982) Techniques
- The Yellow, The Purple & The Nancy (1982) Greensleeves (junto con Yellowman, Fathead, y Purpleman)
- Sister Nancy Meets Fireproof (2007) Special Potato Records (realizado con djMush1)

### Singles
- "One Two" Techniques
- "Bam Bam" Techniques
- "Transport Connection" Techniques
- "Proud a We" (1982) Techniques
- "King and Queen" (1982) AMCO (Yellowman & Sister Nancy)
- "No Dun And Put Dun" Digital B
- "Deh Yah Long Time" Digital B
- "Little More Oil" (2004) Soul Jazz (junto con DJ /rupture y Kid 606)
- "Papa Dean" Techniques
- "Solid Has a Rock" Techniques
- "Dance Pon Your Corner" Volcano
- "Originality" (2006) Thievery Corporation
- "Love Jah" King Jammy's
- "Fool Say In His Heart" Easy Star Records
- "Ting Mi Dis a Come" African Stars
- "Muma is Coming" Shocking Vibes
- "Ram Dance Daughta" Shocking Vibes
- "Chalice" Volcano

### Compilaciones
- A Dee-Jay Explosion (Inna Dance Hall Style) Heartbeat - Álbum en directo grabado en 1982 que incluye "One Two" (Sister Nancy & Lee Van Cliff)

## Premios y reconocimientos
JUGENAUGHT FAMILY GRAMMY AWARD
1992 y 1993
Best Female DJ of the year (mejor DJ femenina del aÑo, ambos aÑos).
JAMAICA FEDERATION OF MUSIC AWARD.
1992 y 1993
Best Female DJ of the Year both Years(mejor DJ femenina del aÑo, ambos aÑos)
ROCKERS MAGAZINE AWARD
1982 y 1992
Best Female DJ of the year.(mejor DJ femenina del aÑo)
ROCKERS MAGAZINE AWARD
1993
Best Female DJ of the year and Most Cultural Female DJ.(mejor DJ femenina del aÑo y mejor DJ cultural femenina)
WOMAN POWER AWARD
2008
First Female DJ Artiste of Reggae.